# Бугбуг

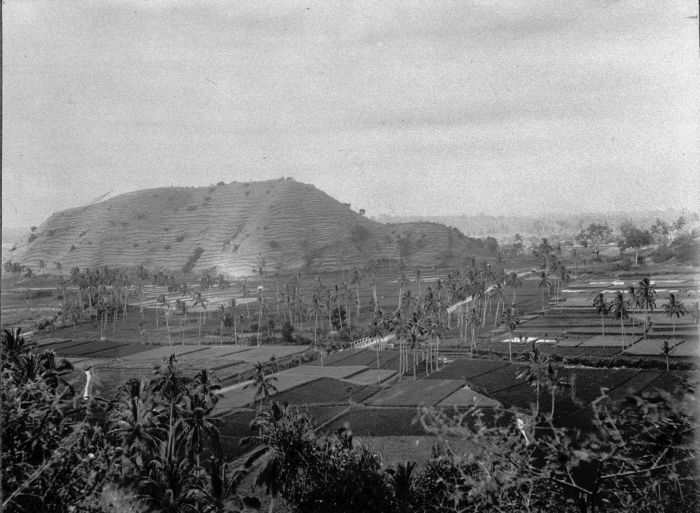
Рисовые поля на вулканическом ландшафте Бугбуг

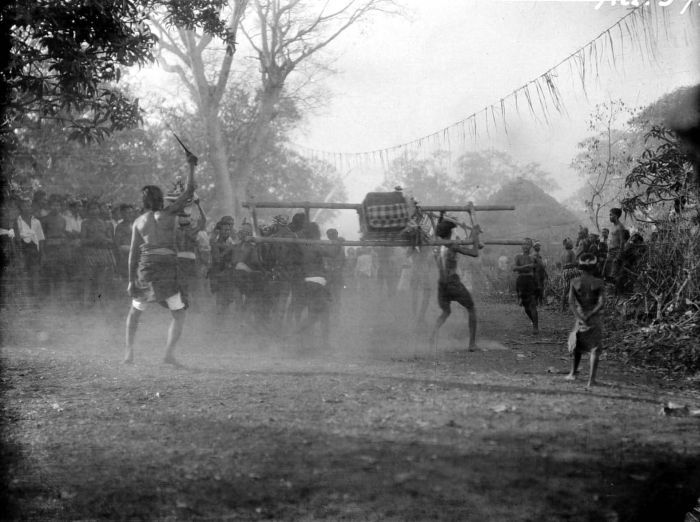
Религиозный праздник

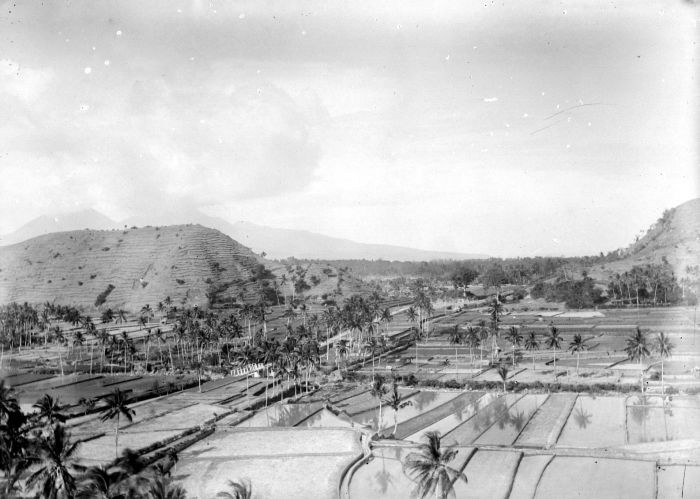
Пейзаж

Бугбуг — деревня в районе Карангасем одноимённого округа, Бали, Индонезия. Расположена к востоку от Чанди-Даса. Местные жители празднуют Perang Dawa (войну богов) каждый второй год в полнолуние четвертого месяца (октябрь). Люди из близлежащих деревень поднимаются на вершину холма и приносят в жертву свиней, вешая их на деревьях. Пляж скрыт между двумя скалами/холмами, Бугбуг и Праси.